# Roger Hunt
Roger Hunt OBE (Glazebury, 20 juli 1938 – 27 september 2021) was een Engels voetballer die als centrumspits speelde. Hij was clubtopscorer aller tijden van Liverpool met 286 officiële doelpunten. Op 18 oktober 1992 ging Ian Rush daar echter overheen.

## Biografie
Hunt speelde elf seizoenen voor Liverpool, van 1958 tot 1969. Hier groeide hij uit tot een clubicoon. Hunt won twee landstitels en een keer de FA Cup in de jaren 60. Hij verbrak het doelpuntenrecord van Gordon Hodgson op 11 november 1967. Dit was zijn 242ste doelpunt. Op 18 oktober 1992 verbrak Ian Rush het record van Hunt.
Hunt scoorde 286 doelpunten voor Liverpool in alle competities. Hunt is dus niet langer topschutter aller tijden (Ian Rush), maar is dat wel nog steeds in de competitie met 245 doelpunten. In 1966 werd hij wereldkampioen met Engeland. In de finale tegen West-Duitsland speelde hij met Geoff Hurst centraal in de aanval. Hurst maakte een hattrick. West-Duitsland werd verslagen met 4–2 na verlenging. Dat WK werd gehouden in eigen land. Hunt speelde 34 interlands voor Engeland en scoorde 18 doelpunten.
In de nadagen van zijn loopbaan speelde Hunt voor Bolton Wanderers, van 1969 tot 1972.
Hunt overleed op 83-jarige leeftijd.

## Erelijst
| Competitie                      |           |                  |
| Competitie                      | Aantal    | Jaren            |
| Liverpool                       | Liverpool | Liverpool        |
| ------------------------------- | --------- | ---------------- |
| Football League Second Division | 1×        | 1961/62          |
| Football League First Division  | 2×        | 1963/64, 1965/66 |
| FA Cup                          | 1×        | 1964/65          |
| FA Charity Shield               | 3×        | 1964, 1965, 1966 |
| Engeland                        |           |                  |
| Wereldkampioenschap voetbal     | 1×        | 1966             |